# Килипко Марина В'ячеславівна
Марина В'ячеславівна Килипко (нар. 10 листопада 1995) — українська легкоатлетка, яка спеціалізується в стрибках з жердиною.
На національних змаганнях представляє Харківську область.
Тренується під керівництвом Віктора Шевцова.

## Спортивні досягнення
Бронзова призерка чемпіонату Європи в приміщенні (2017).
Срібна призерка чемпіонату Європи серед молоді (2017).
Посіла 2-е місце у стрибках з жердиною на командному чемпіонаті Європи (2019).
Фіналістка (4-е місце) Універсіади (2017).
Фіналістка (8-е місце) чемпіонату Європи (2018).
Учасниця Олімпійських ігор (2016, 2020). На Олімпійських іграх 2020 року посіла найвище (5-е) місце в історії виступів України на Олімпійських іграх у цій дисципліні серед жінок за повної відсутності підтримки з боку Федерації та особистого тренера під час змагань.
Багаторазова чемпіонка та призерка чемпіонатів України.
Володарка обох (абсолютного та у приміщенні) рекордів України у стрибках з жердиною.

## Основні міжнародні виступи
| Рік  | Змагання                       | Місто          | Місце    | Примітки |
| ---- | ------------------------------ | -------------- | -------- | -------- |
| 2011 | Чемпіонат світу серед юнаків   | Лілль          | —        | NH       |
| 2013 | Чемпіонат Європи серед юніорів | Рієті          | 1кв13    | 3,65     |
| 2014 | Чемпіонат світу серед юніорів  | Юджин          | 2кв10    | 4,00     |
| 2015 | Чемпіонат Європи серед молоді  | Таллінн        | 1кв7     | 4,10     |
| 2016 | Чемпіонат Європи               | Амстердам      | 1кв8     | 4,35     |
| 2016 | Олімпійські ігри               | Ріо-де-Жанейро | 1кв8     | 4,55     |
| 2017 | Чемпіонат Європи в приміщенні  | Белград        | 3        | 4,55     |
| 2017 | Чемпіонат Європи серед молоді  | Бидгощ         | 2        | 4,45     |
| 2017 | Чемпіонат світу                | Лондон         | 2кв12    | 4,20     |
| 2017 | Універсіада                    | Тайвань        | 4        | 4,40     |
| 2018 | Чемпіонат Європи               | Берлін         | 8        | 4,45     |
| 2019 | Командний чемпіонат Європи     | Бидгощ         | 2        | 4,56     |
| 2019 | Чемпіонат світу                | Доха           | 1кв11    | 4,50     |
| 2021 | Чемпіонат Європи в приміщенні  | Торунь         | 9        | 4,35     |
| 2021 | Олімпійські ігри 2020          | Токіо          | 5        | 4,50     |
| 2022 | Чемпіонат світу                | Юджин          | 16 (кв.) | 4,35     |
| 2022 | Чемпіонат Європи               | Мюнхен         | 22 (кв.) | 4,25     |

## Визнання
- Найкраща спортсменка Харківської області за серпень 2019[5]